# ジョー90

『ジョー90』（ジョーきゅうじゅう、英語: Joe 90）は、1968年にイギリスで制作・放送されたジェリー・アンダーソンによるスーパーマリオネーション作品である。

## ストーリー
イギリスのイアン・マックレイン教授は3年の月日をかけて脳波記憶伝送機ビッグ・ラット（BIG RAT — Brain Impulse Galvanoscope Record and Transfer）を開発した。この装置は、人間の脳波パターンをテープに記録することができ、そしてその機械と電極で繋いだ人間はその記録された脳波を利用し、元の持ち主の様々な知識や経験を利用することを可能とするものであった。
教授から装置の紹介を受けた友人で世界諜報局ウィン（WIN — World Intelligence Network）の諜報員のサム・ルーヴァーはそのロンドン支局長シェーン・ウェストンにその装置を紹介する。
彼らは様々な脳波を記録し、そのデータを教授の養子である9歳のジョーに利用させ、諜報活動を行わせることを計画した。説得の末、教授は賛同し、ここにジョーは「ジョー90」のコードネームを与えられ、西側諜報員として様々な脳波を利用し活躍することになった。

## 作品概要・解説
本作の磁気テープに脳波パターンを記録し、他人へ転送するというアイディアは、ジェリー・アンダーソンがフィルム編集者として働いていた時代にまで遡る。そこで彼は目に見えないものをテープが記録しているのと同じように、電気信号で働いている脳も記録し、さらに他人の脳へ転送できると考えた。このことは9歳の少年でもジェームズ・ボンドのようになれるという考えかたに繋がった。
「ジョー90」という呼称は『宇宙船XL-5』の構想時にまで遡る。もともとライブ・アクションと人形劇の融合として計画がなされた際に、パイロットになることを夢見るアメリカ人少年に与えられたパイロット名が「ジョー90」であった。
本作も前作『キャプテン・スカーレット』と同様にスーパーマリオネーションで撮影された。しかし、次作のテレビシリーズ『ロンドン指令X』で実写と模型・人形セットを融合させた制作を行っているが、本作でも「幽霊教会の対決」等一部のエピソードで同様の方法がとられ、その流れを垣間見ることができる。
英米のテレビ界は、冷戦影響もあり、英国では1960年の『秘密命令』、翌年の『おしゃれ(秘)探偵』、その翌年の『セイント 天国野郎』などが、米国では1964年の『0011ナポレオン・ソロ』、1966年の『スパイ大作戦』などスパイ物が多く製作された時代であった。また映画界も1963年の『ドクター・ノオ』に始まる一連の007シリーズがヒットしていた。アンダーソン作品においてスパイ物は1965年の『サンダーバード』の頃から垣間見え、次作『キャプテン・スカーレット』でもその空気感は受け継がれた。その流れで本作は本格的にスパイ物として製作された最初の作品であり、次作『ロンドン指令X』や、そして『謎の円盤UFO』を経た『プロテクター電光石火』に繋がっていくこととなる。
また、子供向けのスパイドラマを作るにあたって、8シリーズが製作され海外でも放映された子供がMI5スパイとして活躍する作品『フリー・ウィーラーズ』（1968-73）が参考にされた。そしてこれまでセンチュリー・21・テレヴィジョン・プロダクションズが得意としてきたサイエンス・フィクション（サイ・ファイ）ものと組み合わせた「スパイ・ファイ」ものとなった。
時代設定はこれまでのアンダーソン夫妻の作品よりも幾分過去の1998年または2013年とされる。また過去の作品と違いメカ等に重点を置いたものではなく、本作はシリアスさや軍隊的組織がないため、既存の作品と比較するとより家族的なものをもたらしている。実際、その方針はレギュラー・メカの少なさにも現れ、レギュラー・メカはデレク・メディングスのデザインしたマックレイン教授の車マックス・カーのみであった。その一方で、登場人物描写は、前作『キャプテン・スカーレット』では『スパイ大作戦』のような登場人物の性格描写を抑え、時にシリアスと呼ばれたことと異なり、本作では登場人物の性格描写を入れている点でよく現れている。脚本上ではマックレイン親子の養父―養子関係にたびたび重点が置かれ、さらにサム・ルーヴァーとシェーン・ウェストンの交わすユーモアに溢れた会話が前作との違いをより強調している。
また、場面転換演出が『スカーレット』に続いて採用されており、
1. 映像の周りに色枠がつく
2. 色枠が大きくなって映像が中央で小さくなる
3. 映像が切り替わって大きくなって
4. 色枠が消える

というもの。
日本でのコミカライズを一峰大二が担当した点も『キャプテン・スカーレット』と同じである。

## キャスト

### 主要登場人物
ジョー・マックレイン
声：レン・ジョーンズ／太田淑子
マックレイン教授の養子。9歳。好奇心旺盛な年頃ゆえ、WINの仕事を快く引き受ける。両親は事故で亡くなっている。
イアン・マックレイン教授
声：ルーパート・デイヴィス／小林恭治
電子工学の博士でビッグラットの発明者。ジョーと二人暮らしで、危険な任務に就くジョーを常に心配している。妻を事故で失っている。
サム・ルーバー
声：キース・アレグザンダー／中村正
マックレインの旧友。WINの窓口役であり、ジョーにスパイの仕事を与えた張本人でもある。この人形は『キャプテン・スカーレット』から流用されている。
シェーン・ウエストン
声：デイヴィッド・ヒーリー／島宇志夫
WINのロンドン支局局長で、アメリカ人。この人形は改造用人形5番を元にしている。
アダ・ハリス夫人
声：シルヴィア・アンダーソン／森川久美子
マックレイン家の家政婦。この人形は改造用人形5A番として作られたとする文献と46番の改造であるとする文献がある。
オープニングのナレーター（日本語吹替版のみ）
声：大平透
後述の第5話まで担当。

## スタッフ
- 製作総指揮：レッジ・ヒル
- プロデューサー：デイヴィッド・レイン（英語版）
- 原案：ジェリー＆シルヴィア・アンダーソン夫妻
- プロダクション・コントローラー：デズモンド・サンダース（英語版）
- 特撮総監督：デレク・メディングス
- 音楽：バリー・グレイ

### 日本語版制作
- 翻訳：木原たけし
- 演出：内池望博
- 日本語版制作：東北新社

## メカニックなど
『スカーレット』との違いはレギュラーキャラ・メカにも現れている。『サンダーバード』並みに数が多かった『キャプテン・スカーレット』と逆に、本作ではレギュラーキャラ・メカがかなり少なく、基地も主人公たちが住む民家が使われている。その分ゲストメカは毎回力が入っている。
ビッグ・ラット (Big Rat)
マックレインの開発した「脳波検出記録移送装置(Brain Impulse Galvanoscope Record And Transfer)」。人間の脳波をパターンとして抽出してテープに記録し、テープの再生装置と人間を電極で繋いで記録された脳波を他者に転送、元の脳波の持ち主の様々な知識や経験を他者が利用することを可能とする装置。
磁気テープが高速で回転する機構のイメージは、当時イギリスのロックバンドの間でもてはやされていたテープエコー装置から想起されたものであるとされる。
マックス・カー (Mac’s Car)
マックレインが製作した高速車。英語版での呼称は Mac’s car である。（前述のビッグラットを別とすれば）本作の主役メカにあたる。最高速力365 km/h。飛行能力も有し、その際には主翼・垂直尾翼を展開し、車輪を引き込む（前輪を縮めて機体に収納し、後輪を後ろに跳ね上げる）。外観から察して、デザインのモチーフはバッタと思われる。乗員は最大3名。かつてディンキーからミニカーが、田宮模型（現・タミヤ）からもプラモデルが発売されていた。
サムズ・カー (Sam’s Car)
サム・ルーバーの自家用車。登場回数が多いため、本項に挙げる。2ドアのファストバッククーペで、マックス・カーなどと比べれば放送当時でも現実味を帯びつつ、現代でも通じる洗練されたデザインである。ただし、ステアリングは航空機の操縦桿のような形状（U字形）である。また、劇中に同型車が登場しないため、ワンオフあるいはカスタムカーの可能性が高い。こちらも田宮模型からプラモデルが発売されていた。ちなみに、『サンダーバード6号』にも同車がクライマックスのみに一瞬、待機しているパトカーを横切る車として出ている。これもディンキーからミニカーが発売されていた。
MiG-242戦闘機（英語版）
第1話に登場。後年のムックなどで必ず取り上げられており、本作ゲストメカの中では最も知名度が高いと思われる存在である。“ビッグ・ラット”をジョーに使った場合の仮定の一つとして、本機をジョーが奪取する、という想定が語られるが、本機の存在そのものは（劇中においても）あくまで架空とされている。
作中でソ連（当時）が開発したと仮定されている、最大速力マッハ4の可変翼式超音速戦闘機で、仰角を45°とした専用の電磁レール式カタパルトを用い、アフターバーナーを併用することで、無滑走で発進できる。主兵装は機体中央部下面に2基装備されている空対空／空対地両用のロケット弾ポッド。劇中では本機同士の空中戦シーンも登場する。
プロップは前作『キャプテン・スカーレット』のエンジェルインターセプターを改造したものだが、双発・双垂直尾翼とされるなど外形は大幅に変更されている。
U87 ストロンガー
「決死のスピードレース」のエピソードに登場する「U87高速装甲車」。これも「SF装甲車シリーズ」として田宮模型からプラモデルが発売されていた。ボックスアートにはキャラクターモデルであることを強調するかのようにレース場面が描写されており、マックス・カー、ジョー、マックレイン教授も一緒に描かれている。
ワイルドキャット
「恐怖の爆薬トラック」のエピソードに複数登場。そのうちの1台が「U59 ワイルドキャット」として田宮模型からプラモデルが発売されていた。

## 日本での放送
日本では、まず1968年10月2日から1969年3月26日までNET（現・テレビ朝日）系列局の一部で放送。毎日放送の製作番組という扱いで、毎週水曜 19:00 - 19:30 （日本標準時）に26本放送された。
第5話までは『ジョー90』と原題そのままのタイトルで放送されていたが、第6話をもって『スーパー少年 ジョー90』と改題。オープニングもバリー・グレイ作曲のインストゥルメンタルから日本語版独自の主題歌（作詞：星一白 / 作曲：司一郎 / 歌：ハニー・ナイツ）に変更された。また、1970年に中部日本放送（現・CBCテレビ）で、1971年に読売テレビで再放送された際には、『ウルトラ少年ジョー90』と改題されていた。
NET系列局での放送期間中、前述の一峰大二によるコミカライズ版が講談社の『ぼくら』と『たのしい幼稚園』に連載されていた。
その後、1972年1月4日から2月25日まで毎日17:00 - 17:30に東京12chで再放送が行われ、ここで初回放送時に放映されなかった4本も放映された。
その後、2005年8月1日から同年8月23日までスーパーチャンネル（現・スーパー!ドラマTV）で全30話が放送され、その後も同局で繰り返し再放送されている（#外部リンク参照）。2020年3月からは英国Network社から発売されたブルーレイの映像を用いたHD版が放映された。
日本国内では長い間映像ソフト化がされていなかったが、デアゴスティーニ・ジャパンから刊行された隔週刊『ジェリー・アンダーソンSF特撮DVDコレクション』の付録DVDで初めてソフト化が実現した。

### 放映リスト
| 制作 番号 | 英国初回 放送話数 | 英国版 DVD話数 | 日本 話数 | 邦題                     | 原題                    | 英国初回放送日 | 日本初回放送日 | 監督                   | 脚本                                          |
| --------- | ----------------- | -------------- | --------- | ------------------------ | ----------------------- | -------------- | -------------- | ---------------------- | --------------------------------------------- |
| 1         | 1                 | 1              | 1         | 小さな特別諜報員誕生     | The Most Special Agent  | 1968年09月29日 | 1968年10月02日 | デスモンド・サンダース | ジェリー & シルビア・アンダーソン             |
| 2         | 4                 | 2              | 2         | 地底基地を爆破せよ       | Hi-Jacked               | 1968年10月20日 | 1968年10月09日 | アラン・ペリー         | トニー・バーウィック                          |
| 13        | 2                 | 11             | 3         | 宇宙ステーション応答せず | Most Special Astronaut  | 1968年10月06日 | 1968年10月16日 | アラン・ペリー         | トニー・バーウィック                          |
| 10        | 14                | 10             | 4         | 世界征服計画を破壊しろ   | Business Holiday        | 1968年12月29日 | 1968年10月23日 | アラン・ペリー         | トニー・バーウィック                          |
| 14        | 15                | 14             | 5         | 北海のミサイル回収       | Arctic Adventure        | 1969年01月05日 | 1968年10月30日 | アラン・ペリー         | トニー・バーウィック                          |
| 3         | 9                 | 3              | 6         | 連続ジェット機墜落のなぞ | Splashdown              | 1968年11月24日 | 1968年11月06日 | レオ・イートン         | シェイン・リマー                              |
| 7         | 10                | 6              | 7         | 恐怖の海底脱出           | Big Fish                | 1968年12月01日 | 1968年11月13日 | レオ・イートン         | シェイン・リマー                              |
| 6         | 8                 | 4              | 8         | 消えた天才ピアニスト     | International Concerto  | 1968年11月17日 | 1968年11月20日 | アラン・ペリー         | トニー・バーウィック                          |
| 15        | 6                 | 15             | 9         | ジャングル死の脱出       | The Fortress            | 1968年11月03日 | 1968年11月27日 | レオ・イートン         | シェイン・リマー                              |
| 12        | 16                | 13             | 10        | 二重スパイはだれだ？     | Double Agent            | 1969年01月12日 | 1968年12月04日 | ケン・ターナー         | トニー・バーウィック                          |
| 9         | 11                | 7              | 11        | 地獄の生き埋め           | Relative Danger         | 1968年12月08日 | 1968年12月11日 | ピーター・アンダーソン | シェイン・リマー                              |
| 18        | 19                | 19             | 12        | 決死のスピードレース     | The Race                | 1969年02月02日 | 1968年12月18日 | アラン・ペリー         | トニー・バーウィック                          |
| 8         | 13                | 8              | 13        | 幽霊教会の対決           | The Unorthodox Shepherd | 1968年12月22日 | 1968年12月25日 | ケン・ターナー         | トニー・バーウィック                          |
| 19        | 18                | 20             | 14        | 世界一の金庫破り         | The Professional        | 1969年01月26日 | 1969年01月01日 | レオ・イートン         | ドナルド・ジェイムズ                          |
| 17        | 3                 | 16             | 15        | ビッグラットの秘密を盗め | Project 90              | 1968年10月13日 | 1969年01月08日 | ピーター・アンダーソン | トニー・バーウィック                          |
| 4         | 12                | 5              | 16        | 大手術作戦               | Operation McClaine      | 1968年12月15日 | 1969年01月15日 | ケン・ターナー         | ジェリー・アンダーソン & デイヴィッド・レイン |
| 11        | 7                 | 9              | 17        | 身がわり王子             | King for a Day          | 1968年11月10日 | 1969年01月22日 | レオ・イートン         | シェイン・リマー                              |
| 22        | 20                | 21             | 18        | 死のテストパイロット     | Talkdown                | 1969年02月09日 | 1969年01月29日 | アラン・ペリー         | トニー・バーウィック                          |
| 20        | 23                | 18             | 19        | 早射ち保安官             | Lone-Handed 90          | 1969年03月09日 | 1969年02月05日 | ケン・ターナー         | デスモンド・サンダース & キース・ウィルソン   |
| 23        | 21                | 22             | 20        | 戦慄の脱獄囚             | Breakout                | 1969年02月16日 | 1969年02月12日 | レオ・イートン         | シェイン・リマー                              |
| 24        | 27                | 27             | 21        | 細菌爆弾X-41             | Mission X-41            | 1969年03月30日 | 1969年02月19日 | ケン・ターナー         | パット・ダンロップ                            |
| 27        | 28                | 24             | 22        | 海上大爆発               | Trial at Sea            | 1969年04月05日 | 1969年02月26日 | ブライアン・ハード     | ドナルド・ジェイムズ                          |
| 21        | 24                | 26             | 23        | タイガー作戦粉砕         | Attack of the Tiger     | 1969年03月16日 | 1969年03月05日 | ピーター・アンダーソン | トニー・バーウィック                          |
| 16        | 5                 | 17             | 24        | 恐怖の爆弾トラック       | Colonel McClaine        | 1968年10月27日 | 1969年03月12日 | ケン・ターナー         | トニー・バーウィック                          |
| 25        | 29                | 28             | 25        | 裏切りのテスト飛行       | Test Flight             | 1969年04月06日 | 1969年03月19日 | ピーター・アンダーソン | ドナルド・ジェイムズ                          |
| 5         | 17                | 12             | 26        | 危険な女スパイ           | Three’s a Crowd         | 1969年01月19日 | 1969年03月26日 | ピーター・アンダーソン | トニー・バーウィック                          |
| 30        | 25                | 25             | 27        | 世界一のボディガード     | Viva Cordova            | 1969年03月23日 | 1972年02月22日 | ピーター・アンダーソン | トニー・バーウィック                          |
| 29        | 30                | 30             | 28        | すばらしい誕生日         | The Birthday            | 1969年04月20日 | 1972年02月23日 | レオ・イートン         | トニー・バーウィック                          |
| 26        | 26                | 23             | 29        | 魔神ビラギラの呪い       | Child of the Sun God    | 1969年03月30日 | 1972年02月24日 | アラン・ペリー         | ジョン・ルカロッティ                          |
| 28        | 22                | 29             | 30        | 愉快なまぼろし作戦       | See You Down There      | 1969年02月23日 | 1972年02月25日 | レオ・イートン         | トニー・バーウィック                          |

### 放送局
放送系列は放送当時のもの。
| 放送対象地域 | 放送局       | 系列           | 放送日時                              | 備考                                                                                              |
| ------------ | ------------ | -------------- | ------------------------------------- | ------------------------------------------------------------------------------------------------- |
| 近畿広域圏   | 毎日放送     | NET系列        | 水曜 19:00 - 19:30                    | 日本での製作局                                                                                    |
| 関東広域圏   | NETテレビ    | NET系列        | 水曜 19:00 - 19:30                    |                                                                                                   |
| 中京広域圏   | 名古屋放送   | NET系列        | 水曜 19:00 - 19:30                    |                                                                                                   |
| 福岡県       | 九州朝日放送 | NET系列        | 水曜 19:00 - 19:30                    |                                                                                                   |
| 北海道       | 北海道放送   | TBS系列        | 日曜 9:00 - 9:30                      | 本作放映途中の1968年11月3日に 北海道テレビが開局するが、 ネット移行せず北海道放送での放映を継続。 |
| 青森県       | 青森放送     | 日本テレビ系列 | 日曜 10:30 - 11:00                    |                                                                                                   |
| 山形県       | 山形放送     | 日本テレビ系列 | 日曜 9:00 - 9:30                      |                                                                                                   |
| 秋田県       | 秋田放送     | 日本テレビ系列 | 月曜 18:00 - 18:30                    |                                                                                                   |
| 宮城県       | 東北放送     | TBS系列        | 月曜 18:00 - 18:30                    |                                                                                                   |
| 福島県       | 福島テレビ   | 日本テレビ系列 | 日曜 10:30 - 11:00                    |                                                                                                   |
| 新潟県       | 新潟放送     | TBS系列        | 木曜 17:00 - 17:30 日曜 10:00 - 10:30 |                                                                                                   |
| 長野県       | 信越放送     | TBS系列        | 水曜 18:00 - 18:30                    |                                                                                                   |
| 石川県       | 北陸放送     | TBS系列        | 月曜 18:00 - 18:30                    |                                                                                                   |
| 富山県       | 北日本放送   | 日本テレビ系列 | 日曜 10:30 - 11:00                    |                                                                                                   |
| 福井県       | 福井放送     | 日本テレビ系列 | 日曜 10:30 - 11:00                    |                                                                                                   |
| 静岡県       | 静岡放送     | TBS系列        | 日曜 9:00 - 9:30                      |                                                                                                   |
| 島根県       | 山陰放送     | TBS系列        | 水曜 10:30 - 11:00                    | 当時は島根県のみの県域局                                                                          |
| 鳥取県       | 日本海テレビ | 日本テレビ系列 | 月曜 18:00 - 18:30                    | 当時は鳥取県のみの県域局                                                                          |
| 広島県       | 中国放送     | TBS系列        | 月曜 18:00 - 18:30                    |                                                                                                   |
| 岡山県       | 山陽放送     | TBS系列        | 日曜 16:00 - 16:30                    |                                                                                                   |
| 山口県       | 山口放送     | 日本テレビ系列 | 日曜 16:00 - 16:30                    |                                                                                                   |
| 徳島県       | 四国放送     | 日本テレビ系列 | 日曜 16:00 - 16:30                    |                                                                                                   |
| 愛媛県       | 南海放送     | 日本テレビ系列 | 月曜 18:00 - 18:30                    |                                                                                                   |
| 高知県       | 高知放送     | 日本テレビ系列 | 月曜 18:00 - 18:30                    |                                                                                                   |
| 大分県       | 大分放送     | TBS系列        | 月曜 18:00 - 18:30                    |                                                                                                   |
| 宮崎県       | 宮崎放送     | TBS系列        | 月曜 18:00 - 18:30                    |                                                                                                   |
| 長崎県       | 長崎放送     | TBS系列        | 日曜 9:00 - 9:30                      |                                                                                                   |
| 熊本県       | 熊本放送     | TBS系列        | 日曜 17:00 - 17:30                    |                                                                                                   |
| 鹿児島県     | 南日本放送   | TBS系列        | 日曜 10:30 - 11:00                    |                                                                                                   |
| 琉球政府     | 琉球放送     | TBS系列        | 日曜 18:30 - 19:00                    |                                                                                                   |

### 注
1. ↑  この90は、シリーズによればWINにおけるビッグ・ラットのファイル番号90に由来としているが、広報用資料にはジョーがWINの90番目の諜報員であることに由来するとしている[4]。
2. ↑  例えば「情報員MI.5」や「恐怖の空中ファッションショー」など。
3. ↑  『キャプテン・スカーレット』で作成された改造用人形19番[13]の頭部をもとに、4つの表情と別ステージ用の顔が製作されている。同作の「ミステロン基地発見！」の月基地総督役等で登場した19番はもともとの顔であるが、「スペクトラムの暗号をねらえ！」に登場したコールガンはサム・ルーヴァーとして作られた人形である[14]。
4. ↑  『キャプテン・スカーレット』「スペクトラム基地あやうし！」のクーニッツ博士役等で登場している。
5. ↑  作中の台詞では"Russia"と呼称されている。なお、日本語吹き替え版では具体的な国名を出さずに「敵国」とされている。
6. ↑  なお「早射ち保安官」は英国では特典として収録された上下のややカットされた映像が使用された。
7. ↑  東京の放送局を基準とした。
8. ↑  再放送時には「頭脳変換機ビッグラット」に変更。
9. ↑  エンド・クレジットには誤ってトニー・バーウィックの名が記されている。